# 白砂青松の弓ヶ浜サイクリングコース

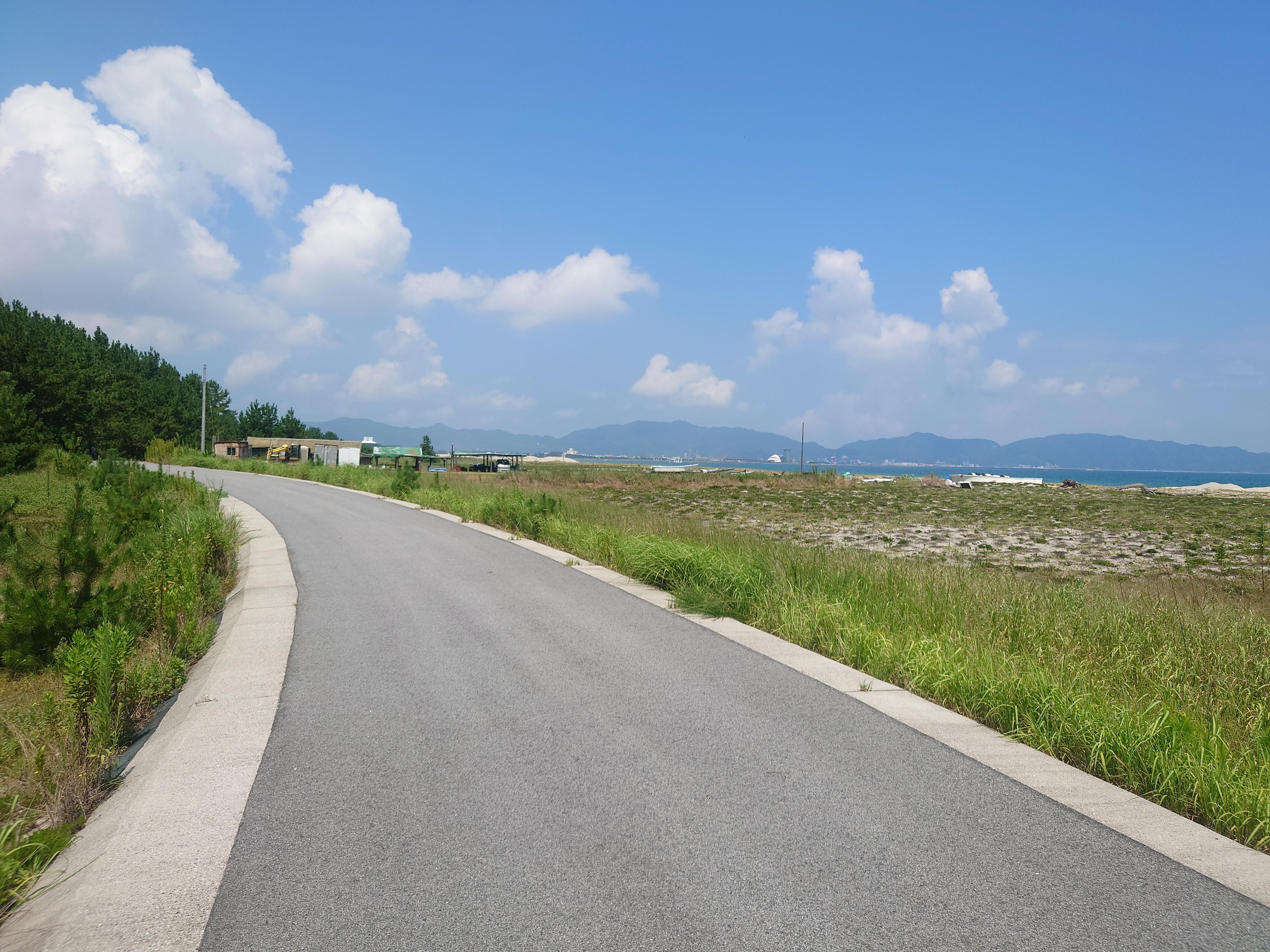
白砂青松の弓ヶ浜サイクリングコースの国道431号単独部分

白砂青松の弓ヶ浜サイクリングコース(はくしゃせいしょうのゆみがはまサイクリングコース)は、鳥取県の弓ヶ浜半島にある境港市の境夢みなとターミナルと米子市の日野川河口を結ぶ自転車道である。白砂青松は、「はくさせいしょう」との読みもある。

## 概要
- 起点: 境港市竹内団地　(境夢みなとターミナル)
- 終点: 米子市皆生新田3丁目 (日野川河口)
- 総延長: 15.8km

砂浜や、松林の間を走り、傾斜の少ないコースで遠くに大山を望むことができる。
弓ヶ浜半島には別に既存の大規模自転車道である半島の中央部の灌漑用水路である米川に沿う鳥取県道502号米子境港自転車道線(弓ヶ浜自転車道)があるが、この自転車道は日本海側の海岸沿い皆生海岸・美保湾を走る。
この自転車道は境夢みなとターミナル付近の港湾道路で整備された夢みなと工区、国道431号の自転車歩行者専用別線として整備された弓ヶ浜工区、海岸管理用道路などの既存の設備で整備された皆生工区で成る。2016年に皆生工区が完成したことで部分供用が開始し、2019年に夢みなと工区および弓ヶ浜工区の一部、2020年に弓ヶ浜工区が完成したことをもって全線開通した。
山陰自動車道の整備に伴い交通量の減少した国道9号現道などとともに自転車走行環境の整備が行われ、鳥取うみなみロードを形成する。
自転車ブームで、産業道路とされている国道431号を自転車で走る人が目立つのをみた、米子出身のトライアスリート小原工が2012年に、委員をつとめるサイクルルート検討会で提案を行ったことがきっかけで整備が進むことになった。
周辺は日本最初のトライアスロン大会である皆生トライアスロン '81や、モンベル主催のカヤック・自転車・登山を行うイベント、「シートゥサミット」の第1回大会などが開催され、この自転車道は「シートゥサミット」のコースなどを元にした「ジャパンエコトラック」の一部となっている。

## 沿道の施設
- 皆生温泉
- 境夢みなとターミナル